# Economia de la Comunitat de Madrid
L'economia de la Comunitat de Madrid es caracteritza per una prosperitat i ser la comunitat autònoma on menys es paguen impostos.
Des del 2002, amb Esperanza Aguirre al capdavant del govern regional, s'iniciaren rebaixes fiscals, especialment a les persones de rendes altes. Els distints governs del Partit Popular de la Comunitat de Madrid van seguir fent-ho, passant pels governs de Ignacio González i Cristina Cifuentes, guiats per la teoria econòmica neoliberal de la curva de Laffer. Així i tot, des del 2009 el deute de la Comunitat de Madrid va augmentar, arribar a triplicar-se el 2019.
La Comunitat de Madrid és la comunitat autònoma amb la renda per capita més alta de l'Estat espanyol, de 28.850 euros, un 30,2% per sota la mitjana de l'Estat el 2006, seguida de les comunitats d'Euskadi, Navarra i Catalunya. El creixement econòmic de Madrid el 2006 va ser de 4,1%, lleugerament superior a la mitjana de l'Estat de 3,9%. Entre el període de 2000 al 2004 Madrid va ser la novena regió europea en recepció de projectes d'inversió estrangera, i la segona de l'Estat, després de Catalunya. El 2006 la Comunitat de Madrid va ser la segona regió industrial de l'Estat i la segona en contribució al Producte interior brut de l'Estat, després de Catalunya amb 172.607.951 EUR. En 2017 va ser la regió espanyola líder en inversió estrangera (61,1% del total).
El 2018 el seu PIB va créixer un 3,7%, más d'un punt per damunt respecte la mitja nacional. La seua riquesa per capita era de quasi 35.000 euros, la major d'Espanya. La taxa de desocupació era del 10,5% respecte el 14% estatal, sent la tercera més xicoteta de l'estat.
La política fiscal aplicada per la Comunitat de Madrid en els seus àmbits competents (com el impost sobre successions i donacions) és de baixa pressió fiscal, el que ha suscitat crítiques que al·leguen una competència deslleial (dumping fiscal) que provocaria fuga de capitals i patrimonis des d'altres comunitats autònomes.